# David Griffin
David Griffin (ur. 19 lipca 1943) – angielski aktor.

## Filmografia
- 2003: Comedy Connections jako on sam
- 1995: Killing Me Softly jako sędzia
- 1990–1995: Co ludzie powiedzą? (Keeping Up Appearances) jako Emmet Hawksworth
- 1989: Póki się znów nie spotkamy (Till We Meet Again)
- 1989: ’Allo ’Allo! jako dowódca łodzi podwodnej
- 1982: Parada szeregowców (Privates on Parade) jako oficer w dżungli
- 1981: Maybury
- 1984–1988: Hi-de-Hi! jako Clive Dempster
- 1980: The Flipside of Dominick Hide jako Carl
- 1979: Shoestring jako Brian Kelson
- 1977: Nicholas Nickleby jako Frank Cheeryble
- 1976–1979: Nie ma mitu bez kitu (Ripping Yarns) jako kapitan Meredith / major „Buffy” Attenborough
- 1974: All I Want Is You... and You... and You... jako Freddie Millbank
- 1971: The Sons and Daughters of Tomorrow jako Hamilton White
- 1970: Z-Cars jako Pearson
- 1970: The Befrienders jako Jack
- 1970: Trog jako Malcolm Travers
- 1970: Dziewczyna z laską (The Walking Stick) jako Benjy
- 1969: Bitwa o Anglię (Battle of Britain) jako sierżant Chris
- 1969–1971: Paul Temple jako kierownik
- 1968–1970: The Borderers jako Simon Lisle
- 1968: Jeżeli... (If...) jako Willens
- 1968: Dixon of Dock Green jako David Newman
- 1968–1969: The Blood Beast Terror jako William
- 1966–1976: Softly Softly jako Pullen
- 1966: Quick Before They Catch Us jako Mark Dennison
- 1966: The Troubleshooters jako Greg Harley
- 1963–1989: Doctor Who jako komandor porucznik Mitchell
- 1962: Outbreak of Murder jako David Ashton
- 1960: A French Mistress jako Slater